# Burg Landštejn
Die Burg Landštejn (deutsch Burg Landstein) liegt im Ortsteil Landštejn der Gemeinde Staré Město pod Landštejnem in Tschechien.

## Geschichte
Die Burg Landstein entstand spätestens nach 1222 zur Sicherung der damals unruhigen böhmisch-österreichischen Grenze. Sie wurde vermutlich auf Initiative des böhmischen Königs Ottokar I. Přemysl aus strategischen Gründen gegenüber der älteren, gleichnamigen Burg, die den österreichischen Zöbingern gehörte, errichtet. Die Zöbinger Burg stand an der Stelle der späteren Siedlung Markl (Pomezí). Durch das zwischen den beiden Burgen liegende Tal verlief ein Handelsweg, der Böhmen mit Österreich und Italien verband; seit 1179 bildete es durch Beschluss des Kaisers Friedrich I. Barbarossa einen Teil der Grenze zwischen Böhmen und Österreich.
Der älteste Teil der Burg ist für das Jahr 1231 belegt, in dem der erste Burgverwalter Hartlieb von Landstein (Hartlieb z Landštejna), ein mährischer Adliger und Kastellan von Znaim, ein Dokument bezeugte, das die Besitzverhältnisse in diesem Gebiet zum Inhalt hatte und mit dem die Existenz der beiden Burgen belegt ist. Während die österreichische Burg den Charakter einer offenen Pfalz aufwies, entsprach die böhmische Burg Landstein einer modernen, geschlossenen Burg.

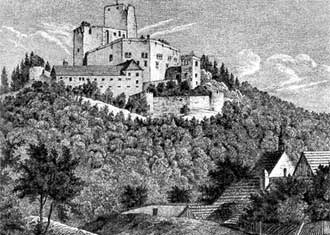
Burg Landstein, Stich von 1847

Nachdem 1251 der Markgraf von Mähren und spätere böhmische König Ottokar II. Přemysl Herzog von Österreich geworden war, verlor die durch das Tal zwischen den beiden Burgen verlaufende Grenze an Bedeutung. Hinzu kam, dass bereits 1232 dieser Familienzweig der Zöbinger erlosch und durch die ungeklärten Besitzverhältnisse das gesamte Gebiet an Böhmen fiel.
Um diese Zeit erlangten die Witigonen große Bedeutung bei der Besiedlung und Kolonisierung Südböhmens. Deren Familienzweig von Landstein, der von Witiko IV., einem Sohn des Witiko von Prčice gegründet worden sein soll, erwarb Burg und Herrschaft Landstein. Es ist nicht bekannt, in welchem Jahr die Erwerbung erfolgte. Für das Jahr 1282 ist Sezima von Wittingau (Sezima z Třeboně) als Besitzer belegt. Der bedeutendste Eigentümer dürfte Wilhelm von Landstein gewesen sein, an den der Besitz 1315 überging.
Nach dem Tod von Wilhelms Sohn Litold um 1381 fiel Landstein als erledigtes Lehen an König Wenzel IV. Er überließ Burg und Herrschaft Landstein seinem Höchsten Hofmeister, dem österreichischen Adligen Konrad Kraiger von Kraigk. Dieser verpflichtete sich, die Burg jederzeit für die böhmischen Könige zu öffnen und gewährte ihnen ein Vorkaufsrecht. Konrads Sohn Lipold war Hauptmann von Budweis. Da er zu Beginn der Hussitenkriege auf Seiten der Katholiken stand, belagerte der Hussitenheerführer Jan Žižka 1420 die Burg Landstein. Zudem brannte er Lipolds Burg und Stadt Neubistritz nieder, wo er Lipolds Frau Anna von Meseritsch und deren Tochter Dorothea gefangen nahm. Unter den Kraiger von Kraigk wurde die Burg Landstein in der 1. Hälfte des 16. Jahrhunderts im Stil der Renaissance umgebaut und um den Palas erweitert. Die Burgbefestigung wurde erneuert.
1579 verkaufte Anna von Roupov, geborene Kraiger von Kraigk, Burg und Herrschaft Landstein dem österreichischen Erbkammerherrn Stephan von Einzing. Er erweiterte die Herrschaft um weitere Dörfer und verkaufte den Besitz 1599 dem David Neumayer aus Iglau. Im Juli 1618 belagerte der kaiserliche General Heinrich von Dampierre erfolglos die Burg Landstein. Erst seinem Nachfolger Karl Bucquoy gelang die Einnahme. Da Gottfried Neumayer am böhmischen Ständeaufstand beteiligt war, verlor er nach der Schlacht am Weißen Berg seinen Besitz. 1623 erwarb Maximilian Mohr von Lichtenegg Burg und Herrschaft Landstein, dem die Kuen von Belasy und ab 1668 Humprecht Jan Czernin von Chudenitz folgte. Dessen Sohn Thomas Zacheus verkaufte Landstein im Jahre 1685 dem Ferdinand von Herberstein. Die Herbersteiner hielten den Besitz bis in die zweite Hälfte des 18. Jahrhunderts, mussten jedoch wegen Überschuldung Teile ihrer Herrschaft Landstein an ihre Gläubiger verkaufen.
1771 zerstörte ein Feuer, das durch Blitz ausgelöst worden war, die Burg Landstein. Danach war die Burg nicht mehr bewohnt. Nachfolgend dienten Teile der noch vorhandenen Gemäuer als Baumaterial in den umliegenden Dörfern. Letzte Besitzer waren die österreichische Familie Sternbach, die 1945 enteignet wurde.
Von der ursprünglich großen Burganlage blieben die Hauptmauer mit zwei Türmen sowie die romanische Kapelle erhalten. Ab 1972 erfolgten Sicherungsmaßnahmen und nachfolgend eine umfangreiche Rekonstruktion. Seit 1990 ist die Burg für die Öffentlichkeit zugänglich.

## Kultur
Die imposante Burg wurde 1999 bei der Aufnahme des Films Johanna von Orléans als Kulisse genutzt. Dort wurden vor allem die Kampfszenen aus dem Angriff auf Orléans und Paris gedreht. In der Umgebung der Burg spielt auch das bekannte Theaterstück "Die Räuber" (1781) des berühmten deutschen Dramatikers Friedrich Schiller.